# Dianella pendula
Dianella pendula är en grästrädsväxtart som beskrevs av Jakob Schlittler. Dianella pendula ingår i släktet Dianella och familjen grästrädsväxter. Inga underarter finns listade i Catalogue of Life.